# جوزيف وايتوورث
جوزيف وايتوورث (بالإنجليزية: Joseph Whitworth) (21 ديسمبر 1803 - 22 جانفي 1887 م) مهندس ومخترع بريطاني.

## روابط خارجية
- جوزيف وايتوورث على موقع الموسوعة البريطانية (الإنجليزية)